# Aegognathus aguirei
Aegognathus aguirei es una especie de coleóptero de la familia Lucanidae. La especie fue descrita científicamente por Patrick Arnaud y Hughes E. Bomans en 2007.

## Distribución geográfica
Habita en Perú.